# Formicola
Formicola (Furmìcola o Frummìcola in campano) è un comune italiano di 1 456 abitanti della provincia di Caserta in Campania, posizionato in una vallata tra i monti dell'alto casertano, ai piedi del Monte Sant'Erasmo, una delle punte della catena dei Monti Trebulani.
Nel comune ha sede la Comunità montana Monte Maggiore.

## Storia
L'origine del nome deriva dall'ebraico fhor-michol ("bollente ruscello"), volendo indicare che nella zona c'era la presenza di fonti di acqua calda. Questa tesi è avvalorata dalla scoperta di fonti nella zona di Trebula. L'origine del territorio si aggira intorno al IX secolo, la zona più antica è Maiorano, che ancora oggi rappresenta la parte più antica del paese.
Durante la dominazione angioina il feudo della baronia, fu assegnato a Frapane (Frangipane), un nobile del tempo; successivamente, nel 1306, a fu assegnata a Tommaso de Marzano, duca di Sessa. Testimonianza del loro dominio sono la torre merlata distrutta nel XVIII secolo ma ancora visibile a Pontelatone, dove se ne trova una gemella.
Nel 1420 il nobile Cubello d'Antignano di Capua pose in essere un feudo, che successivamente nel 1445, divenne feudo dei signori della Ratta.
Il 1º febbraio del 1465 fu affidata a Diomede I Carafa, che insieme alla sua dinastia, si fregiò del titolo di Principe di Colubrano. Questa famiglia rimase a capo del feudo fino all'abolizione di quest'ultimo ad opera di Giuseppe Bonaparte (1806), per disposizione imperiale. Nel medesimo anno Francesco II Carafa fondò un'accademia arcadia chiamata "il Caprario": il nome è quello del monte alle cui pendici i poeti amavano riunirsi. Con l'abolizione del feudalesimo (1806) vennero creati i comuni e furono costituite le circoscrizioni, Formicola rientrò nella circoscrizione di Caiazzo, ma dal 1808, sotto la riforma operata da Gioacchino Murat i comuni di Formicola, Pontelatone, Sasso, Liberi, Cisterna e Prea furono riuniti nella circoscrizione di Formicola che rimase autonoma fino al 1927, quando fu soppressa dal regime fascista assieme alle altre circoscrizioni del territorio e alla Provincia di Terra di Lavoro. Nel 1945, finita la seconda guerra mondiale, il Comune di Formicola entrò a far parte della neocostituita Provincia di Caserta.

### Simboli
Lo stemma comunale rappresenta una formica che si arrampica su di una spiga di grano con ai lati le lettere B e D "Bene Docet". Lo scudo è sormontato da corona ducale.

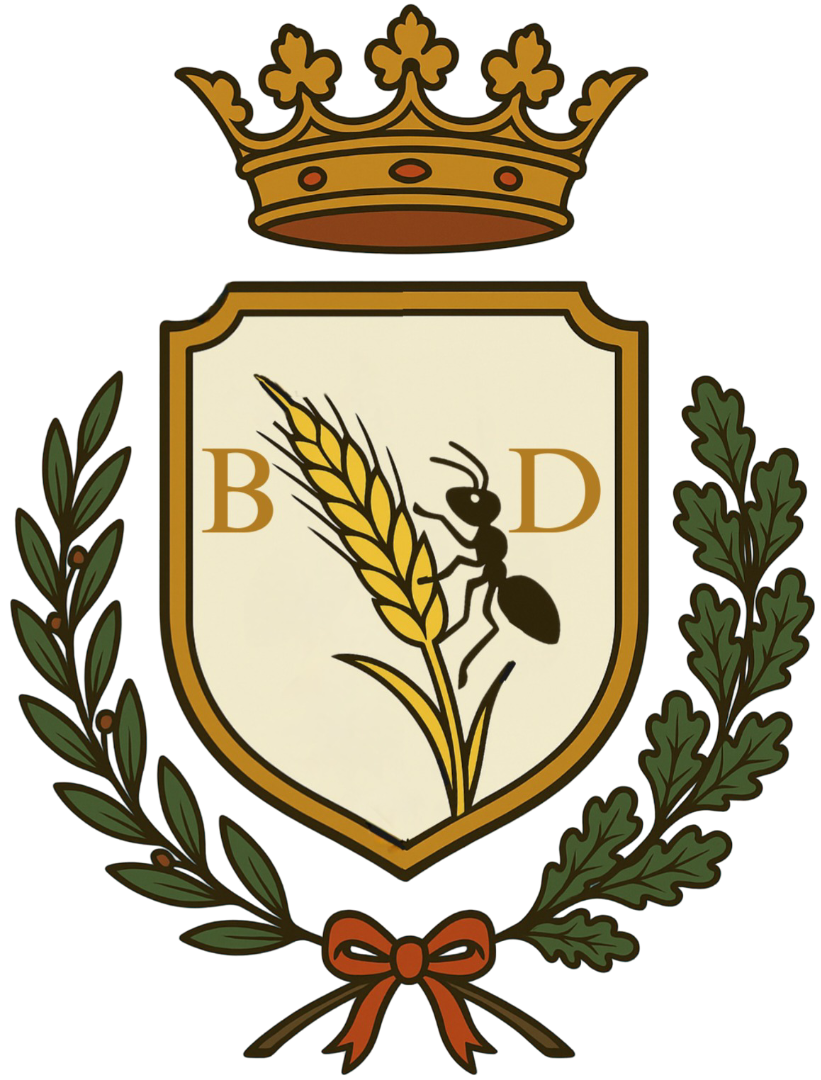
Stemma del comune

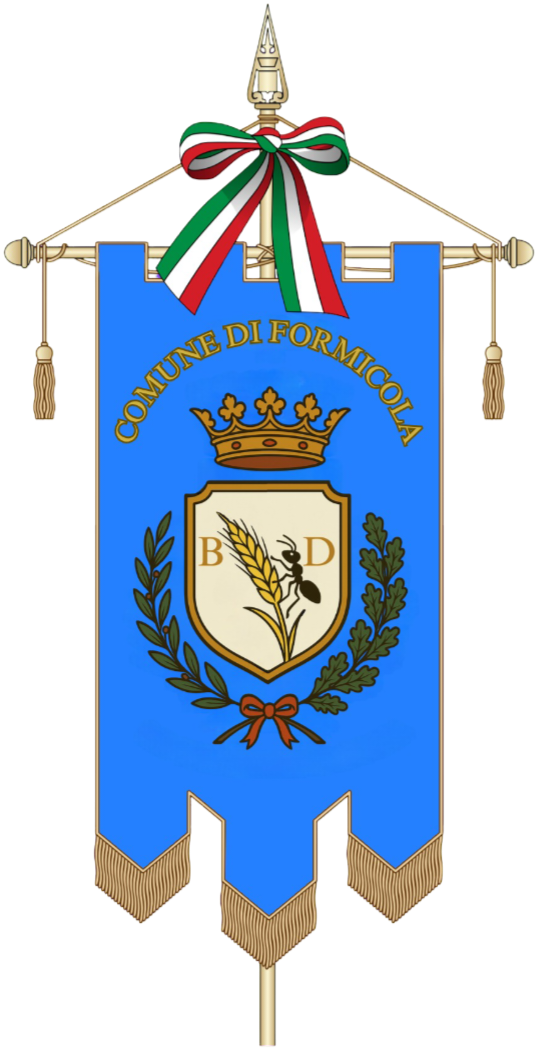
Gonfalone del comune

Il gonfalone è un drappo di azzurro. 

## Monumenti e luoghi d'interesse

### Architetture religiose
- Chiesa di Santa Cristina
edificata intorno all'anno 1000, nel luogo ora occupato dalla casa canonica. All'inizio del 1XVIII secolo venne abbattuta e sostituita dall'attuale maestoso edificio a tre navate di stile neoclassico. Ospita una reliquia (il femore) della Martire di Bolsena, da qui il nome della chiesa.
- Santuario di Santa Maria a Castello
edificato verso la seconda metà del sec. XII, fu uno dei primi eremi ad essere costituito dai Verginiani in seguito all'accettazione obbligata, da parte dei monaci bianchi, della regula sancta di San Benedetto, che causò l'abbandono della congregazione da parte di alcuni di loro.
- Chiesa di Ognissanti - Fondola
se ne ha notizia fin dal 1282, sorge su un terreno denominato fundus de Sancti, che dà il nome a tutta la borgata. La chiesa fu elevata a parrocchia nel 1468.
- Palazzo Carafa
Diomede I Carafa fece edificare al centro del paese un palazzo con una torretta, sormontata da una colombaia ed un seggio, sulle cui finestre si esponevano le teste dei giustiziati. Il Palazzo Baronale fu ultimato nel 1467.
- Chiesa di Santa Maria della Pietà
edificata nella seconda metà del XV secolo dai Carafa, era collegata al Palazzo Baronale con un ponte costruito sul torrente-fossato, che fiancheggiava e proteggeva il palazzo, per cui il nome si è trasformato in Santa Maria del Ponte. Presenta una struttura architettonica con pianta a croce greca.
- Chiesa dello Spirito Santo
edificata nel 1571 a spese di Roberta Carafa, viceregina di Sicilia, duchessa di Maddaloni e baronessa di Formicola. Nel 1760 fu ampliata dall'abate verginiano Pascasio Anecio, che l'arricchì di una tela in acrilico, di circa 111 m², raffigurante San Guglielmo che riceve la regola da San Benedetto, realizzata nel 1765 da Gerolamo Starace e Antonio Vecchione.
- Abbazia dei Verginiani (oggi casa comunale)
attigua alla chiesa dello Spirito Santo, nel 1581 Roberta Carafa fece edificare ed arredare un monastero per i monaci verginiani, in seguito ampliato da Maria Villano, principessa di Colubrano. Assurse ad Abbazia nel 1665.

### Aree naturali

#### Boschi
Formicola è un piccolo paese immerso nel verde, con possibilità di escursioni in diverse località quali: Santa Maria del Castello, Le Campole, Tamale e Fontana delle Vrecce.

#### Monti
Formicola è una vallata circondata da monti che appartengono alla catena dei Monti Trebulani, più precisamente: il Pizzo Madama Marta, Pizzo Maiulo, Pizzo San Salvatore, Colle Caluro, Monte Caprario o Monte di Giano, Monte Pettine, Santa Maria del Castello, Monte Serrone, Monte Cappella, Monte Frattiello, Monte Maggiore, Torre Pizzuta, Monte Pozzillo.

## Società

### Evoluzione demografica
Abitanti censiti

### Tradizioni e folclore
- Festa della Madonna (prima domenica di agosto)
- Formica d'oro (agosto)
- Comamote (torneo rionale di calcio delle vie). Esso presenta questo nome particolare che congiunge insieme le prime due lettere dei rioni principali, che sono anche i nomi delle varie squadre: Corso, Maiorano, Morisani e Teglia.

## Amministrazione
| Periodo        | Periodo        | Primo cittadino  | Partito                          | Carica  | Note |
| -------------- | -------------- | ---------------- | -------------------------------- | ------- | ---- |
| 23 aprile 1995 | 13 giugno 1999 | Carmine Simone   | Lista civica di Centro-destra    | Sindaco |      |
| 13 giugno 1999 | 12 giugno 2004 | Andrea Stanga    | Lista civica di Centro-destra    | Sindaco |      |
| 12 giugno 2004 | 7 giugno 2009  | Andrea Stanga    | Lista civica di centro-destra    | Sindaco |      |
| 7 giugno 2009  | 26 maggio 2014 | Carmine Aurilio  | Lista civica Amore per Formicola | Sindaco |      |
| 26 maggio 2014 | 27 maggio 2019 | Michele Scirocco | Lista civica Amore per Formicola | Sindaco |      |
| 27 maggio 2019 | in carica      | Michele Scirocco | Lista civica Amore per Formicola | Sindaco |      |